# Tocmagiu
Tocmagiu (ros. Токмазея) – wieś w Mołdawii (Naddniestrzu), w rejonie Grigoriopol, w gminie Teiu. W 2004 roku liczyła 1675 mieszkańców.

## Położenie
Miejscowość znajduje się na lewym brzegu Dniestru, pod faktyczną administracją Naddniestrza, w odległości 35 km od Grigoriopola i 74 km od Kiszyniowa.

## Historia
Wieś została po raz pierwszy wspomniana w 1790 roku. W okresie sowieckim w miejscowości stacjonowały cztery brygady Kołchozu Patria, który swoją siedzibę miał w Teiu. W tym samym czasie w miejscowości otwarto 8-letnią szkołę, klub z instalacją kinową, bibliotekę, warsztaty usług społecznych, pocztę, przedszkole oraz sklep.

## Demografia
Według danych spisu powszechnego w Naddniestrzu w 2004 roku wieś liczyła 1675 mieszkańców, z czego większość, 1655 osób, stanowili Mołdawianie.